# Marcoing Communal Cemetery
Marcoing Communal Cemetery is een Britse militaire begraafplaats gelegen in de Franse plaats Marcoing (Noorderdepartement). De begraafplaats wordt onderhouden door de Commonwealth War Graves Commission.
De begraafplaats telt 17 geïdentificeerde Gemenebest graven waarvan 16 WW1 en one van gesneuvelden uit de Tweede Wereldoorlog.